# The House of Black and White
«The House of Black and White» (La Casa de Blanc i Negre) és el segon episodi de la cinquena temporada, el 42è del total, de la sèrie televisiva Game of Thrones de la productora nord-americana HBO. L'episodi fou escrit pels guionistes David Benioff i D. B. Weiss, i dirigit per Michael Slovis. Es va estrenar el 19 d'abril del 2015. Abans de l'emissió, aquest episodi es va filtrar a Internet juntament amb tres episodis més de la temporada.

## Argument

### A Braavos
Arya Stark (Maisie Williams) arriba a Braavos i s'encamina a la Casa del Blanc i Negre on, després d'ensenyar la moneda de Jaqen H'ghar (Tom Wlaschiha), li diuen que allí no hi ha ningú que es digui així i la fan fora. Després d'una llarga espera, s'enfada i llança la moneda al mar. Més tard, pels carrers de la ciutat, tres joves intenten atacar-la però s'escapen de pressa davant la presència d'aquell monjo que no la va deixar entrar. Arya decideix seguir-lo i a l'entrada de la Casa aquest li torna la moneda i recupera l'aparença de Jaqen H'ghar.

### A la Vall d'Arryn
Brienne de Tarth (Gwendoline Christie) i Podrick Payne (Daniel Portman) coincideixen en una posada amb Sansa Stark (Sophie Turner) i Petyr Baelish (Aidan Gillen). Brienne s'acosta a Sansa i li diu que va prometre a la seva mare que la protegiria si calgués amb la pròpia vida. Sansa la rebutja i Petyr la fa empaitar. Finalment, ella i Podrick vencen els seus perseguidors i decideixen seguir a Sansa.

### Al Port Reial
Cersei Lannister (Lena Headey) està preocupada perquè té la filla Myrcella (Aimée Richardson) a Dorne i tem que, després de la mort d'Oberyn Martell (Pedro Pascal) li pugui passar quelcom de dolent. Jaime Lannister (Nikolaj Coster-Waldau) s'ofereix a desplaçar-se a Dorne i tornar amb la filla d'ambdós. Més tard, convenç a Bronn (Jerome Flynn) que l'acompanyi cap al sud i li promet una bona recompensa.
Cersei presideix una nova junta de govern on dona compte dels nomenaments reials. El seu oncle, Kevan Lannister (Ian Gelder) es mostra disgustat per l'absència del rei i afirma que Cersei els està manipulant.

### A Dorne
Ellaria Sand (Indira Varma) demana represàlies al príncep Doran Martell (Alexander Siddig) per la mort del seu marit i proposa enviar a trossets la princesa Myrcella, convidada dels Martell i promesa del jove príncep. Doran rebutja la petició considerant que la mort del seu germà va ser justa, en un judici per combat.

### A Meereen
Els immaculats patrullen per Meereen a la recerca dels rebels.N'arresten a un i el presenten davant Daenerys (Emilia Clarke) que, malgrat les peticions de mort, decideix sotmetre'l a un judici just. Poc després, l'immaculat Cuc Gris (Jacob Anderson) es pren la justícia pel seu compte i assassina al presoner. Daenerys s'enfada i ordena la seva execució, la qual cosa ocasiona alguns disturbis. Cap al vespre rep la breu visita del seu drac desaparegut, Drogon.

### Camí a Volantis
Tyrion Lannister (Peter Dinklage) i Varys (Conleth Hill) viatgen en carruatge cap a Volantis, camí de Meereen. El nan es queixa d'haver d'estar sempre amagat i Varys li diu que Cersei ha endegat una batuda de nans per tot Ponent. Varys reconeix les bones aptituds de govern que va mostrar Tyrion mentre va ser la Mà del Rei.

### Al Mur
La filla del rei Stannis ensenya a llegir a Gilly (Hannah Murray) i parlen de l'estranya malaltia de la nena. Poc després, Stannis Baratheon (Stephen Dillane) ofereix a Jon Snow (Kit Harington) el títol de Senyor d'Hivernplè si l'ajuda a conquerir el nord. Aleshores comença l'elecció del nou Lord Comandant de la Guàrdia de la Nit i Jon Snow supera a Ser Allison Thorne (Owen Teale).

## Producció
"The Watchers on the Wall" marca el retorn del director Neil Marshall, que abans ja havia dirigit l'episodi «Blackwater».

### Continguts de la novel·la
Aquest episodi inclou continguts de la novel·la de George R. R. Martin Tempesta d'espases: Jon VII-VIII-IX. Festí de corbs: Arya I, El capità de la guàrdia, Cersei IV i (parcialment) Cersei II i Dansa de dracs: Tyrion II i (parcialment) Jon I.
Igual que en l'episodi anterior, diverses escenes van ser escrites específicament per aquest capítol i no apareixen en els llibres. Per exemple, Myles McNutt de A.V. Club comenta l'escena en la qual es troben Brienne i Sansa, i aquesta rebutja l'oferta d'ajuda i protecció, dient que crea una crisi sobre el propòsit del personatge.

### Càsting
Amb aquest episodi, Tom Wlaschiha (Jaqen H'ghar) i Indira Varma (Ellaria Sand) es converteixen en personatges regulars de la sèrie. Wlaschiha retorna després de l'última aparició a la segona temporada. L'episodi introduiex nous membres de l'elenc: Alexander Siddig, que interpreta el príncep de Dorne, Doran Martell; Deobia Oparei, que interpreta el seu guardaespatlles Areo Hotah i Toby Sebastià, que interpreta el fill de Doran Martell, Trystane; mentre Nell Tiger Free reemplaça Aimee Richardson en el paper de Myrcella Baratheon.

## Audiència i crítica

### Audiència televisiva
«The House of Black and White» va ser vista per 6.810.000 espectadors nord-americans durant la seva primera emissió i va rebre una qualificació de 3.6 en la franja d'adults 18-49.

### Crítica
L'episodi va ser valorat positivament. Matt Fowler d'IGN li va donar una qualificació de 8.8/10 que indica que «The House of Black and White» és –fins ara– el millor episodi de la 5a temporada. No només va afegir Arya i Bronn sinó que es va presentar Dorne... també comptà amb grans moments de Brienne, Dany, i Jon.» L'episodi va rebre una puntuació de 96% a Rotten Tomatoes, amb una qualificació mitjana de 8.1/10 i amb comentaris com: «Sobre la base de l'obertura de la temporada, aquest episodi augmenta la intensitat bo i demanant a alguns personatges importants que prenguin decisions difícils.»